# Thermobalance
 (mars 2024).
Si vous disposez d'ouvrages ou d'articles de référence ou si vous connaissez des sites web de qualité traitant du thème abordé ici, merci de compléter l'article en donnant les références utiles à sa vérifiabilité et en les liant à la section « Notes et références ».
Une thermobalance, généralement appelée balance dessiccatrice ou encore dessiccateur par les fabricants, est un appareil électronique servant à mesurer la quantité de matières volatiles, surtout l’humidité, contenue dans des substances.

## Description
Ces instruments sont très pratiques car ils fonctionnent en mode automatique. On place la substance à analyser à l’intérieur, puis en appuyant sur un bouton on lance le processus qui déclenchera les deux pesées et la phase de chauffe intermédiaire, puis affichera le résultat.

## Utilité de la mesure de l'humidité
- Pharmacie : les granulés produits lors de l'étape de granulation (sèche ou humide) sont très souvent soumis à une mesure d'humidité résiduelle (HR). Cette mesure permet de s'assurer que la teneur en eau est idéale pour permettre la poursuite de la fabrication d'un médicament, qui est le plus souvent l'étape de compression ou d'encapsulation (qui permet d'obtenir des comprimés et des gélules).
- Plasturgie : les granulés plastiques entrant dans les processus de plasturgie contiennent de très faibles taux d'humidité. Cette eau diminue la qualité du produit fini (formation de bulles d’air, striures, robustesse diminuée, etc.). Le contrôle des matières premières est donc important.
- Agroalimentaire : test du taux d'humidité de poudres alimentaires (lait en poudre, purée en flocons, aliment lyophilisé, etc.) pour lesquelles on veut assurer une longue conservation, empêcher les phénomènes d'agglomération, ou bien vérifier la conformité avec certaines réglementations. Test de céréales, du tabac, etc. Détermination de l'extrait sec de substances alimentaires. Vérification du croustillant (biscottes, pain grillé, chips). Conformité aux AOC.
- Papeterie : la connaissance de la teneur en humidité des produits est essentielle pour une production et une distribution de qualité.
- Environnement / stations d’épuration : analyse de déchets (tels les boues ou les effluents liquides) afin de déterminer le taux de matière sèche résiduelle (siccité).

## Technologie infrarouge ou halogène

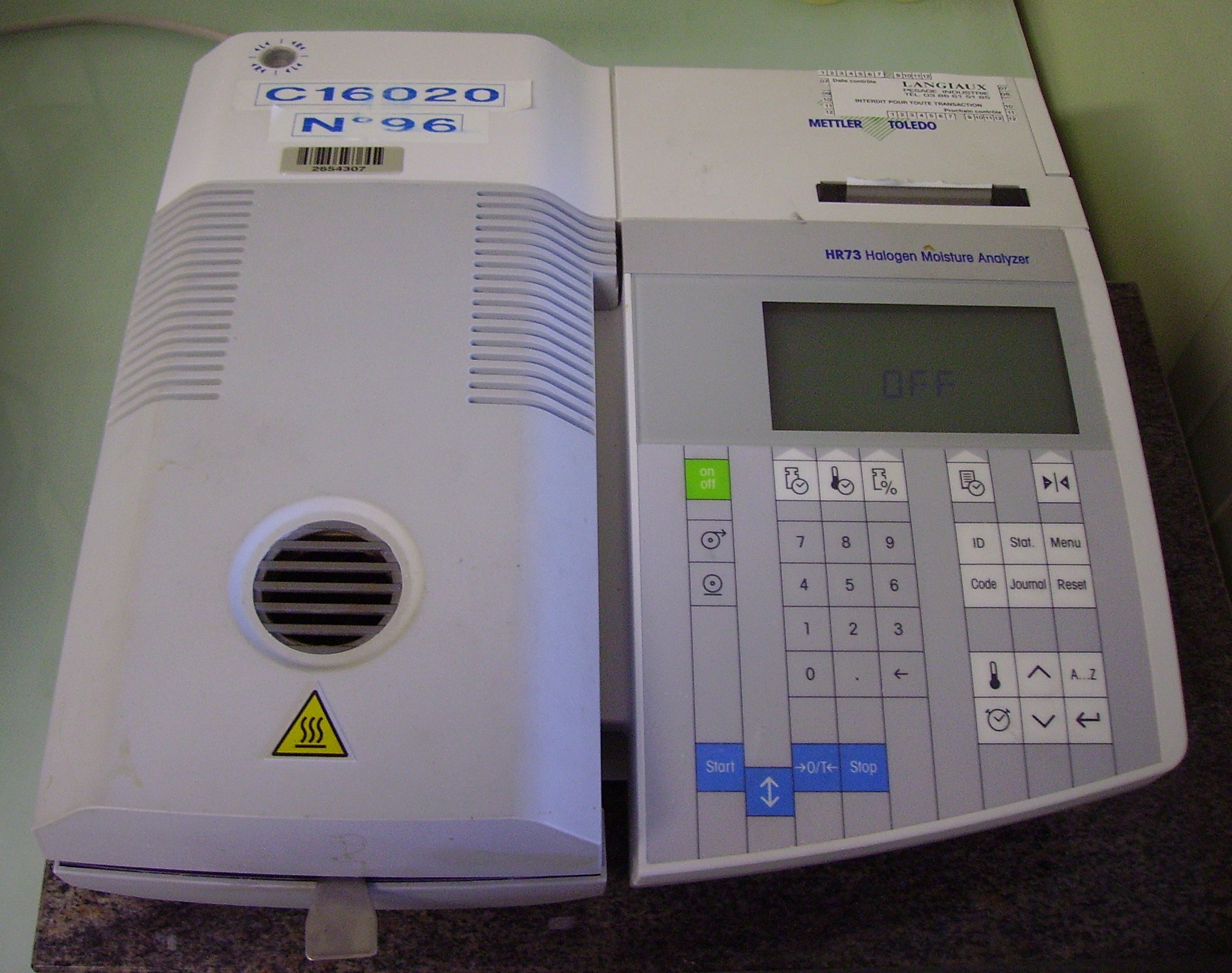
Une thermobalance à chauffage halogène.

Il existe essentiellement deux technologies de chauffe : lampe halogène ou lampe infrarouge.
La technologie infrarouge est plus abordable financièrement mais ses éléments chauffants offrent des temps de réponse plus longs. Ils ont de plus une plus grande inertie thermique.
La technologie halogène, plus récente, présente des caractéristiques plus intéressantes lorsqu'une montée en température très rapide est nécessaire ou lorsqu'il faut réguler la température de manière très précise et réactive. Cependant sont coût est généralement plus élevé.
Certains fabricants proposent de plus un filtre, placé devant l’élément chauffant, qui permet d’uniformiser la température de chauffe et ainsi éviter les points chauds qui conduiraient à un résultat erroné.

## Thermobalance et méthode Karl Fischer
La méthode traditionnelle Karl Fischer (KF) est une méthode chimique qui existe depuis 1935. Elle possède l’avantage de mesurer la teneur en eau au niveau moléculaire. Mais elle est plus onéreuse, longue à mettre en œuvre, et nécessite des compétences chimiques particulières. D’où l’apparition et le succès des méthodes automatiques avec les thermobalances.

## Préparation des échantillons
Dans le cas des thermobalances, le point important est de bien préparer les échantillons afin d’obtenir des résultats précis aussi rapidement que possible :
- au sujet de la quantité, il faut suffisamment de matière pour obtenir un résultat représentatif, mais pas trop afin d’éviter d’avoir des amas de substance dans lesquels l’eau pourrait rester emprisonnée ;
- quant à la disposition et forme de l’échantillon, l’important est d’augmenter au maximum l’interface d’échange avec l’air. Souvent il est nécessaire de couper en petits morceaux ou de réduire en poudre la substance devant être analysée puis de bien l’étaler sur le plateau. C’est le cas pour des produits alimentaires type biscottes ou fromages ou encore pour certains matériaux de construction. Dans d’autres cas, la substance est déjà en forme adéquate : lait en poudre, granulés plastiques, café moulu, etc.

Pour une bonne répétabilité des résultats, il faut toujours préparer les échantillons de la même manière.

## Choix des paramètres de chauffe
Les thermobalances offrent différents paramètres de chauffe : température, courbes de montée en température (directeurs, progressiveurs, par paliers, etc.), critères d’arrêt (automatique sur la base de seuils de taux d’évaporation minimum, minuterie, manuel, etc.). Ces réglages sont importants car il faut chauffer l’échantillon suffisamment pour que le test soit court, mais pas trop afin d’éviter au maximum, par exemple :
- la formation de croûtes carbonisées ou caramélisées qui emprisonneraient l’humidité à l’intérieur ;
- la pulvérisation dans l’atmosphère d’éléments qui ne seraient pas de l’eau.

Le paramétrage concernant la chauffe s’avère ainsi primordial, et est de plus propre à chaque matière étudiée. C’est pour cela que tous les fabricants de thermobalances proposent des tables qui, pour chaque grand type de substance, recommandent des valeurs de température. Il faut donc trouver une entrée dans cette liste qui s’approche du cas de l'expérience, puis réaliser des essais pour valider et optimiser. On peut de plus utiliser un logiciel original qui permet au sein d’une séquence automatique de piloter la thermobalance pour tester tout nouveau type d’échantillon à différentes températures, et qui finalement suggère des paramètres idéaux.
Il ne faut pas trop chauffer ni vouloir aller trop vite dans le processus. La plupart des appareils permettent la définition de programmes de séchage. C'est souvent les conditions d'arrêt qui engendrent une incertitude élevée sur les résultats. Pour une détermination classique de la teneur en eau, il convient d'arrêter l'essai lorsque le poids est stabilisé. C'est quand la décroissance du poids est observée que l'on peut considérer que toute l'eau a été évaporée. Ce n'est pas en fixant une durée de séchage que l'on peut obtenir des résultats corrects.